# Matki (film)
Matki (mac. Мајки) – film fabularny z 2010 roku produkcji macedońsko-francusko-bułgarskiej, w reżyserii Miłczo Manczewskiego.

## Fabuła
Film składa się z trzech części. Pierwsza przedstawia historię dwóch dziewięcioletnich dziewczynek, które opowiadają zmyśloną historię o ekshibicjoniście, grasującym w Skopju. Kiedy przybywa policja, jedno kłamstwo pociąga za sobą kolejne. Druga opowieść przedstawia ekipę dokumentalistów, którzy przybywają do opuszczonej wsi, w której mieszka tylko dwoje rodzeństwa. Od 16 lat brat i siostra żyją razem, nie odzywając się do siebie. Trzecia historia jest dokumentalnym zapisem o dochodzeniu w sprawie serii gwałtów i morderstw na emerytowanych sprzątaczkach. Podejrzanym staje się dziennikarz, który następnego dnia pisze o dokonanych przestępstwach.

## Obsada
- Ana Stojanowska jako Ana
- Ratka Radmanowik jako babka
- Salaetin Bilal jako dziadek
- Władimir Jaczew jako Kole
- Dimitar Gjorgjiewski jako Simon
- Irina Apelgren jako Salina
- Emilija Stojkowska jako Bea
- Milijana Bogdanoska jako Kjara
- Dime Ilijew jako sierżant Janeski
- Goran Trifunowski jako Zoki
- Petar Mirczewski jako Raspusto
- Błagoja Spirkowski-Dzumerko jako Laze
- Boris Corewski jako Baterija
- Tamer Ibrahim jako Iljow

## Nagrody i wyróżnienia
Film zgłoszony jako macedoński kandydat do nagrody Amerykańskiej Akademii Filmowej w kategorii: najlepszy film nieanglojęzyczny.